# L'Alcora
|  | Per a altres significats, vegeu «Alcorà». |

L'Alcora és un municipi valencià, capital de la comarca de l'Alcalatén, a la província de Castelló.

## Geografia
El municipi està situat en un terreny accidentat en la Serra de l'Alcora, a la vora del riu homònim.
Té un clima mediterrani sec, amb una temperatura mitjana anual de 16 °C.
Des de Castelló de la Plana s'accedix a l'Alcora a través de la carretera CV-16 i, posteriorment, la CV-190.

### Municipis limítrofs
Limita amb les poblacions de Llucena, Figueroles, Costur, Sant Joan de Moró, Castelló de la Plana, Onda, Ribesalbes i Fanzara, totes de la província de Castelló.
| Llucena                 | Figueroles Costur | Costur               |
| Llucena                 |                   | Sant Joan de Moró    |
| Onda Ribesalbes Fanzara | Onda              | Castelló de la Plana |

## Història
La presència humana més antiga es remunta a l'edat de bronze, si bé es tracta de restes poc significatives. És a partir de la cultura ibèrica quan l'Alcora presenta una relativa abundància de jaciments, entre els quals destaquen els poblats de Montmirà i el Tossal de les Foies.
La dominació romana va deixar també la seua empremta en les partides de Montmirà, la Pereta i, sobretot en la de Santa, on hi ha vestigis d'un gran assentament rural d'època imperial al costat del camí dels Bandejats, que unia la zona prelitoral amb les terres altes de l'interior, i l'origen preromà sembla més que provat. En la partida de Santa també s'han trobat diverses làpides sepulcrals amb epígraf llatí, fins a un total de 8, algunes de les quals foren citades pel príncep Pius de Savoia en el segle xviii. També en Santa es trobaren, l'any 2004, les termes romanes.
Els vestigis de la presència musulmana són relativament abundants, entre els quals hi ha el Castell de l'Alcalatén, que dona nom a la comarca. Igualment musulmà és l'origen del topònim, ja que alcora significa 'alqueria'; de fet, al centre històric de la població es conserven alguns elements urbanístics i arquitectònics d'innegable origen islàmic.
El 24 de juliol de 1233 la fortalesa i territoris de l'Alcalatén són conquistats per les hosts de Ximeno II d'Urrea, i el 31 de desembre de 1305 s'atorga carta de poblament a l'Alcora. Per ella, En Joan Ximénez de Urrea, cinqué descendent directe de Ximeno II d'Urrea, dona a poblar la "pobla de l'Alcora d'Alcalatén", segons fur i costum d'Aragó, a 11 cavallers i membres de la noblesa amb la condició de portar-hi 110 pobladors més, i reservant part de les terres per als moros que volgueren quedar-se a la vila. A partir de la concessió de la carta de poblament, la població va creixent en grandària, en detriment de la vila del castell de l'Alcalatén. En 1306, Jaume el Just concedí privilegi a la "vila nostra de les Alcores" per a celebrar mercat els dimecres, que encara es manté. El 31 de desembre de 1336 Joan Ximénez de Urrea concedí un llegat per a la sustentació i construcció de l'església de l'Alcora.

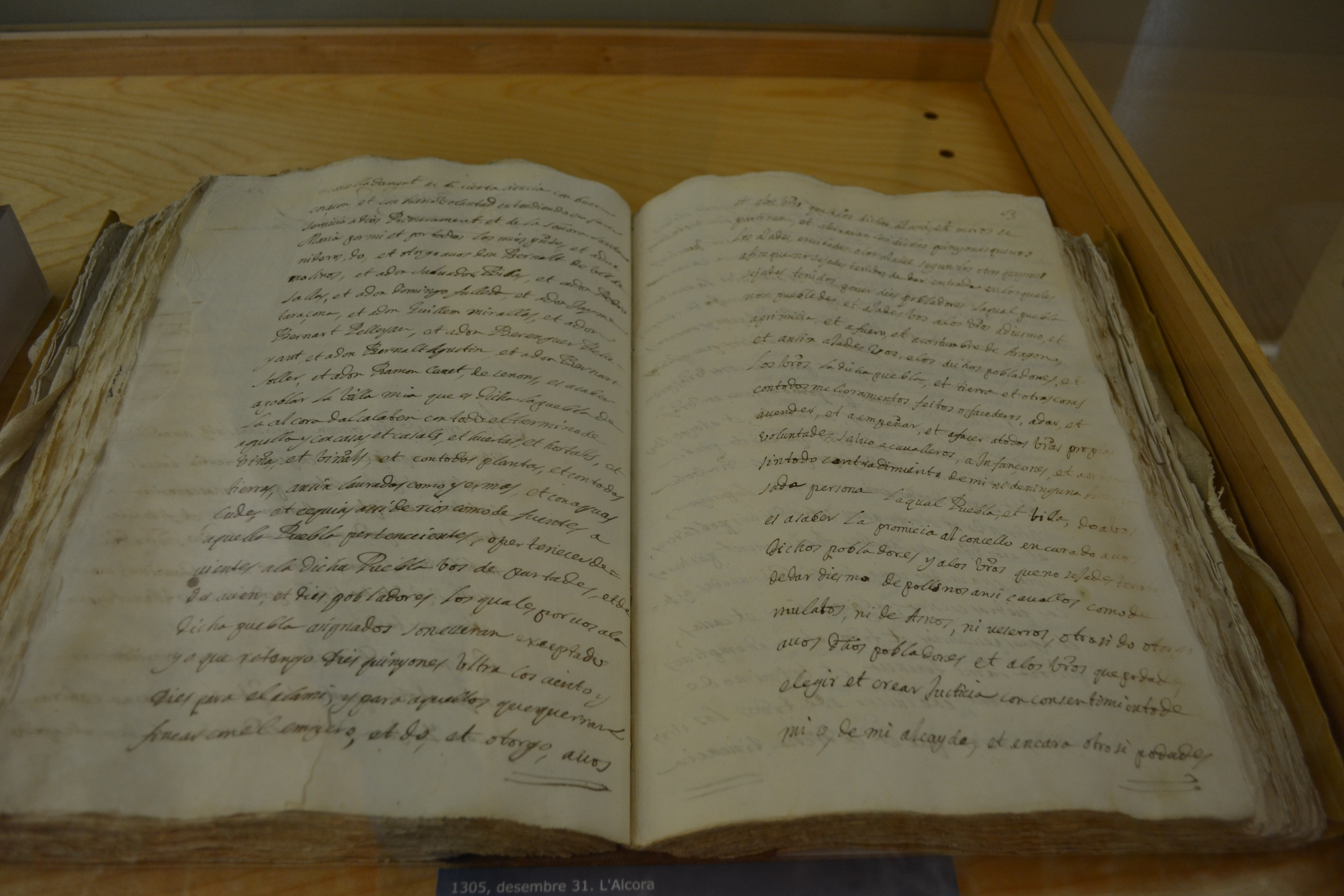
Carta pobla d'Alcora

L'any 1418 és una data d'especial significació històrica per a la comarca de l'Alcalatén, ja que, segons Concòrdia signada pels municipis de Llucena i l'Alcora, s'acorda entre ambdós el repartiment de les terres del castell de l'Alcalatén i la destrucció de la fortalesa i el poblat adjunt.
Els habitants de l'Alcora, a més de dedicar-se a l'agricultura, treballen l'argila en les cantereries. El comte d'Aranda, intel·ligent, gran observador dels seus regnes, va fixar l'atenció en els 24 forns de cànters i altres objectes d'obra, situats a l'Alcora. Com la terra era de tan bona qualitat, va aprofitar-ho per a crear la famosa ceràmica de l'Alcora. A la fi del segle xviii, la vila rep la visita de dos insignes erudits de l'època. En 1788 és el príncep Pius de Savoia, qui localitza 6 inscripcions sobre pedres de cronologia romana. En 1792 el botànic Antoni Josep Cavanilles, en el seu recorregut científic per l'antic Regne de València, arriba a l'Alcora i la troba en plena puixança a conseqüència de l'activitat ceramista que s'inicià en 1727 ("las fábricas de loza y porcelana le han dado nueva vida").
Entre 1811 i 1813 durant la Guerra del Francés, les tropes franceses saquegen la localitat i reprimixen la resistència contra la invasió. Acabada la guerra, en 1818, el Duc d'Híjar va cedir els seus drets senyorials a la Corona.
Durant la primera guerra carlina, després de la presa carlina de Morella el 26 de gener de 1838, el 21 de març s'hi van enfrontar les tropes del general isabelí Gaetano Borso di Carminati i del carlí Ramon Cabrera al fortí de Sant Cristòfol, i l'enfrontament acabà amb la dispersió de les forces carlines.
Durant la tercera Guerra Carlina, l'Alcora és l'escenari de nous combats. Els principals enfrontaments tenen lloc en Sant Cristòfol el 14 de juny de 1874 i el 26 de maig de 1875. Ambdós van suposar derrotes per als carlins, que es replegaren cap a Llucena i Vilafermosa, la qual fon alliberada pels exèrcits dels generals Chacón i Montenegro. Pel seu suport a la causa carlina, l'Alcora perdrà en 1876 la capitalitat del partit judicial, la qual va passar a Llucena per haver sigut fidel al govern constituït.
L'Alcora fon fonamentalment agrícola fins a 1960, i quasi exclusivament industrial a partir d'eixa data. El desenvolupament industrial, centrat en la indústria taulellera i la rajola, té el seu origen històric en la Real Fàbrica de Loza i Porcellana del Comte d'Aranda, fundada en 1727. Si bé des d'un principi la manufactura del comte fabrica rajoles, no deixa de ser una producció escassa i per encàrrec. Serà a principis del segle xx quan començarà el desenvolupament de la rajola amb caràcter purament industrial. La gran crisi de 1931 actuarà de forma implacable sobre el sector ceràmic: en 1936 només quedaven 3 de les 9 fàbriques inventariades pocs anys arrere.
Després de la Guerra Civil espanyola es reprengué lentament l'activitat fabril, i només a partir dels anys 60 del segle XX es produirà la veritable eclosió industrial.

## Política i Govern

### Composició de la Corporació Municipal
El Ple de l'Ajuntament està format per 17 regidors. En les eleccions municipals de 26 de maig de 2019 foren elegits 9 regidors del Partit Socialista del País Valencià (PSPV-PSOE), 5 del Partit Popular (PP) i 3 de Més l'Alcora (Més).
| Eleccions municipals de 26 de maig de 2019 - l'Alcora |                                           |                                     |                                     |        |          |          |
| Candidatura | Candidatura                               | Candidatura                         | Cap de llista                       | Vots   | Vots     | Regidors |
| | Partit Socialista del País Valencià-PSOE  |                                     | Samuel Falomir Sancho               | 2.721  | 48,72%   | 9 (+4)   |
| | Partit Popular de la Comunitat Valenciana |                                     | Merche Mallol Gil                   | 1.408  | 25,21%   | 5 (-2)   |
| | Més l'Alcora                              |                                     | Víctor Garcia Tomàs                 | 924    | 16,54%   | 3 (-1)   |
| | Altres candidatures                       |                                     |                                     | 489    | 8,76%    | 0 ( -1)  |
| | Vots en blanc                             |                                     |                                     | 43     | 0,77%    |          |
| Total vots vàlids i regidors | Total vots vàlids i regidors              | Total vots vàlids i regidors        | Total vots vàlids i regidors        | 5.585  | 100 %    | 17       |
| | Vots nuls                                 | Vots nuls                           | Vots nuls                           | 65     | 1,15%    |          |
| Participació (vots vàlids més nuls) | Participació (vots vàlids més nuls)       | Participació (vots vàlids més nuls) | Participació (vots vàlids més nuls) | 5.650  | 69,50%** |          |
| Abstenció | Abstenció                                 | Abstenció                           | Abstenció                           | 2.479* | 30,50%** |          |
| Total cens electoral | Total cens electoral                      | Total cens electoral                | Total cens electoral                | 8.129* | 100 %**  |          |
| Alcalde: Samuel Falomir Sancho (PSPV) (15/06/2019) Per majoria absoluta dels vots dels regidors (9 vots de PSPV)                                              |                                           |                                     |                                     |        |          |          |
| Fonts: Ministeri de l'Interior, Junta Electoral de Zona de Castelló. Periòdic Ara. (* No són vots sinó electors. ** Percentatge respecte del cens electoral.) |                                           |                                     |                                     |        |          |          |

### Alcaldes
Des de 2017, l'alcalde de l'Alcora és Samuel Falomir Sancho, del PSPV-PSOE.
| Període                       | Alcalde o alcaldessa                      | Partit polític      | Data de possessió     | Observacions       |
| ----------------------------- | ----------------------------------------- | ------------------- | --------------------- | ------------------ |
| 1979–1983                     | Eugenio Ponz Nomdedeu                     | UCD                 | 19/04/1979            | --                 |
| 1983–1987                     | Vicente Sanz Juan                         | PSPV-PSOE           | 28/05/1983            | --                 |
| 1987–1991                     | Vicente Sanz Juan                         | PSPV-PSOE           | 30/06/1987            | --                 |
| 1991–1995                     | Vicente Sanz Juan                         | PSPV-PSOE           | 15/06/1991            | --                 |
| 1995–1999                     | Francisco Javier Tomás Puchol             | PP                  | 17/06/1995            | --                 |
| 1999–2003                     | Francisco Javier Tomás Puchol             | PP                  | 03/07/1999            | --                 |
| 2003–2007                     | Manuel Javier Peris Salvador              | PSPV-PSOE           | 14/06/2003            | --                 |
| 2007–2011                     | Manuel Javier Peris Salvador              | PSPV-PSOE           | 16/06/2007            | --                 |
| 2011–2015                     | María Mercedes Mallol Gil                 | PP                  | 11/06/2011            | --                 |
| 2015–2019                     | Víctor García Tomàs Samuel Falomir Sancho | Compromís PSPV-PSOE | 13/06/2015 10/06/2017 | Pacte de govern -- |
| 2019-2023                     | Samuel Falomir Sancho                     | PSPV-PSOE           | 15/06/2019            | --                 |
| Des de 2023                   | Samuel Falomir Sancho                     | PSPV-PSOE           | 17/06/2023            | --                 |
| Fonts: Generalitat Valenciana |                                           |                     |                       |                    |

## Demografia
A data de 2022, l'Alcora tenia 10.468 habitants (INE).
La població de fet dels anys 1857 i 1860 sols té una funció orientativa.
| any  | habitants |
| ---- | --------- |
| 1842 | 5.609     |
| 1857 | 5.052     |
| 1860 | 5.324     |
| 1877 | 3.626     |
| 1887 | 3.820     |
| 1897 | 4.422     |
| 1900 | 4.695     |
| 1910 | 4.977     |
| 1920 | 4.814     |
| 1930 | 4.754     |
| 1940 | 4.161     |
| 1950 | 4.122     |
| 1960 | 5.274     |
| 1970 | 7.036     |
| 1981 | 8.020     |
| 1991 | 8.367     |
| 2000 | 9.106     |
| 2010 | 11.029    |
| 2020 | 10.417    |

## Economia
L'Alcora és coneguda internacionalment per la seua ceràmica. La fàbrica va ser fundada en 1727 per Buenaventura Pedro d'Alcántara Jiménez de Urrea, nové comte d'Aranda, en terres de la seua propietat. Este noble, que havia visitat les fàbriques franceses de ceràmica de Marsella, Nevers i Moustiers, va intentar aportar els processos de fabricació europeus i renovar la tradicional manufactura espanyola. Amb la desaparició de la casa d'Aranda, en 1798, la fàbrica va entrar en una etapa de decadència.
Es distingixen tres etapes en la indústria ceramista alcorina: en la primera, des de 1727 fins a mitjans del segle xviii, la ceràmica de l'Alcora duu dibuixos de pintors provençals; en la segona etapa, fins a la darreria del mateix segle, s'imita la porcellana de Saxònia i la fàbrica ocupava a 360 obrers; en la tercera etapa, fins a mitjans del segle xix, la fàbrica experimenta la decadència.
En l'actualitat, la indústria taulellera de l'Alcora competix amb la d'altres localitats de la província. Esta activitat comporta una important indústria auxiliar i complementària.
Quant a l'agricultura, que és de secà, té menor interés econòmic, i hi predomina el cultiu de l'ametler i l'olivera. En els seus almàsseres s'elabora un oli d'oliva d'excel·lent qualitat.

## Monuments

### Monuments religiosos

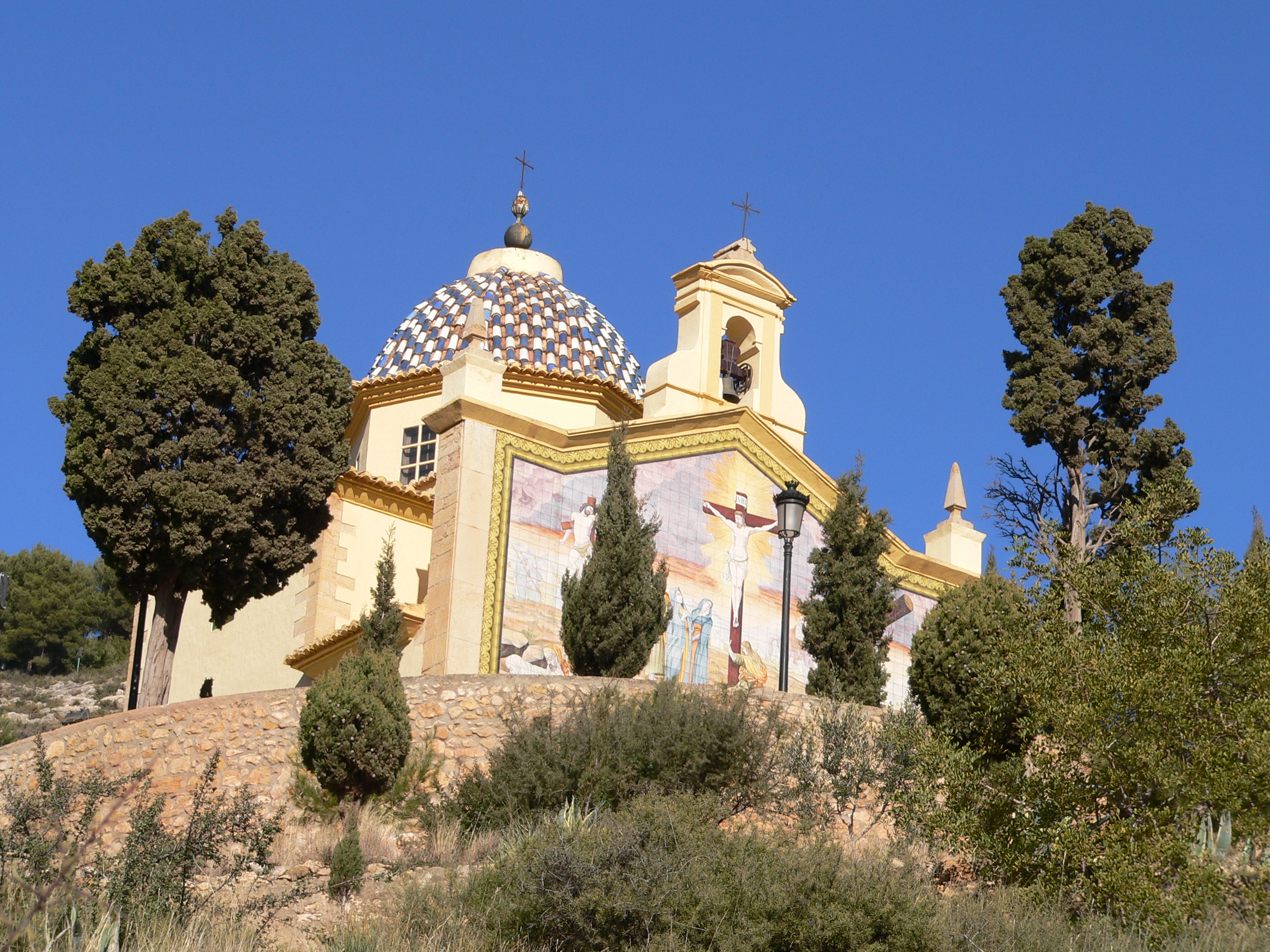
Ermitori del Calvari

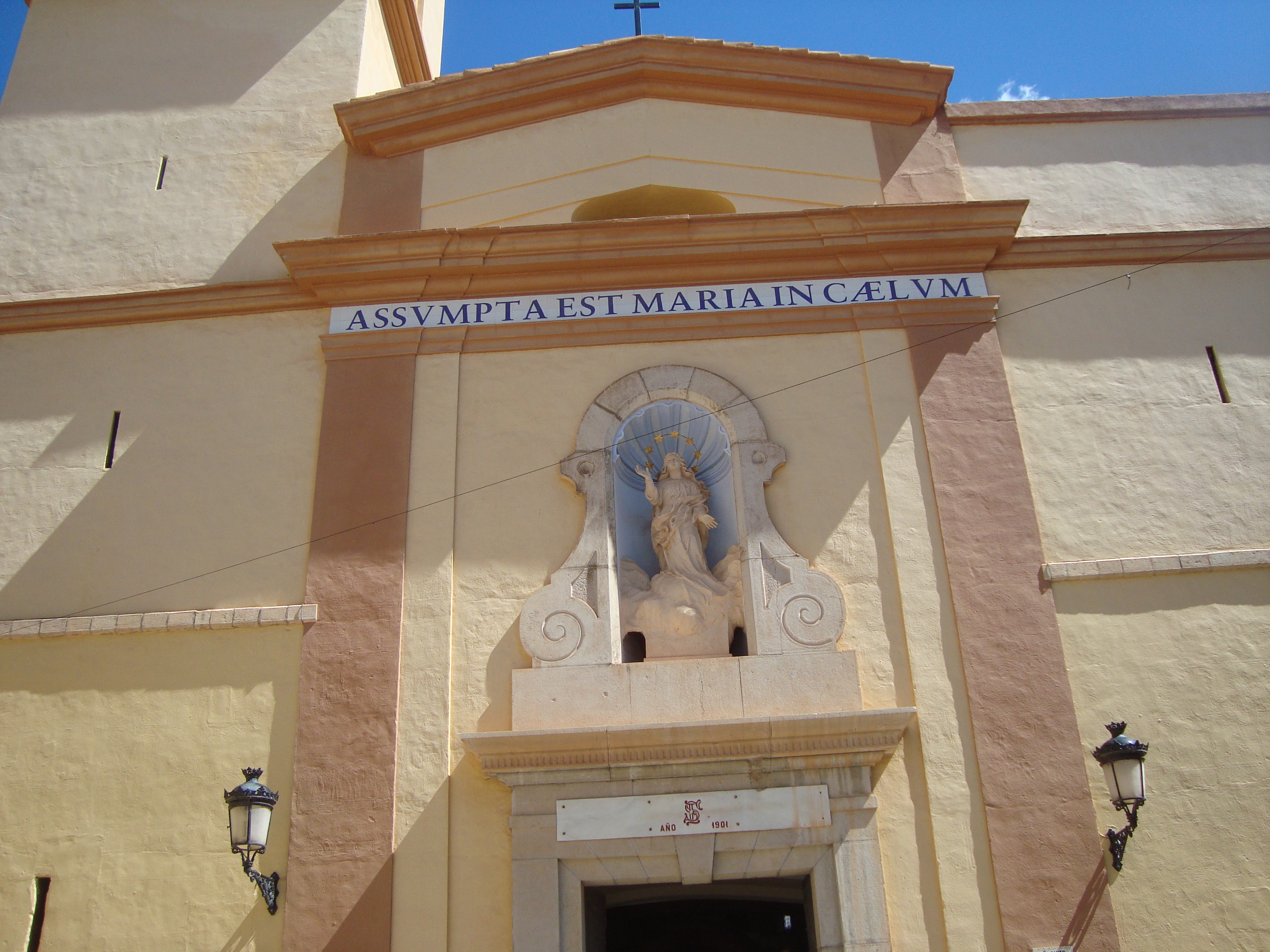
Església parroquial de l'Assumpció (L'Alcora)

- Església parroquial de l'Assumpció (L'Alcora)Ermita de Sant Vicent. De 1598, té planta rectangular d'una nau i creuer; està coberta per volta de canó i cúpula sobre petxines, tambor i llanternó. Cor alt als peus. En el presbiteri hi ha rajoles de la Fàbrica del Comte Aranda.

- Ermita de Sant Cristòfol. És del segle xvii i té una torre quadrada als peus, costat epístola, i una portada d'arc pla i rematada per un frontó decoratiu. La planta és d'una sola nau rectangular, dividida en cinc trams. Cor alt als peus. Òcul d'il·luminació en façana. Interessant panoràmica. Fon un fortí carlí.

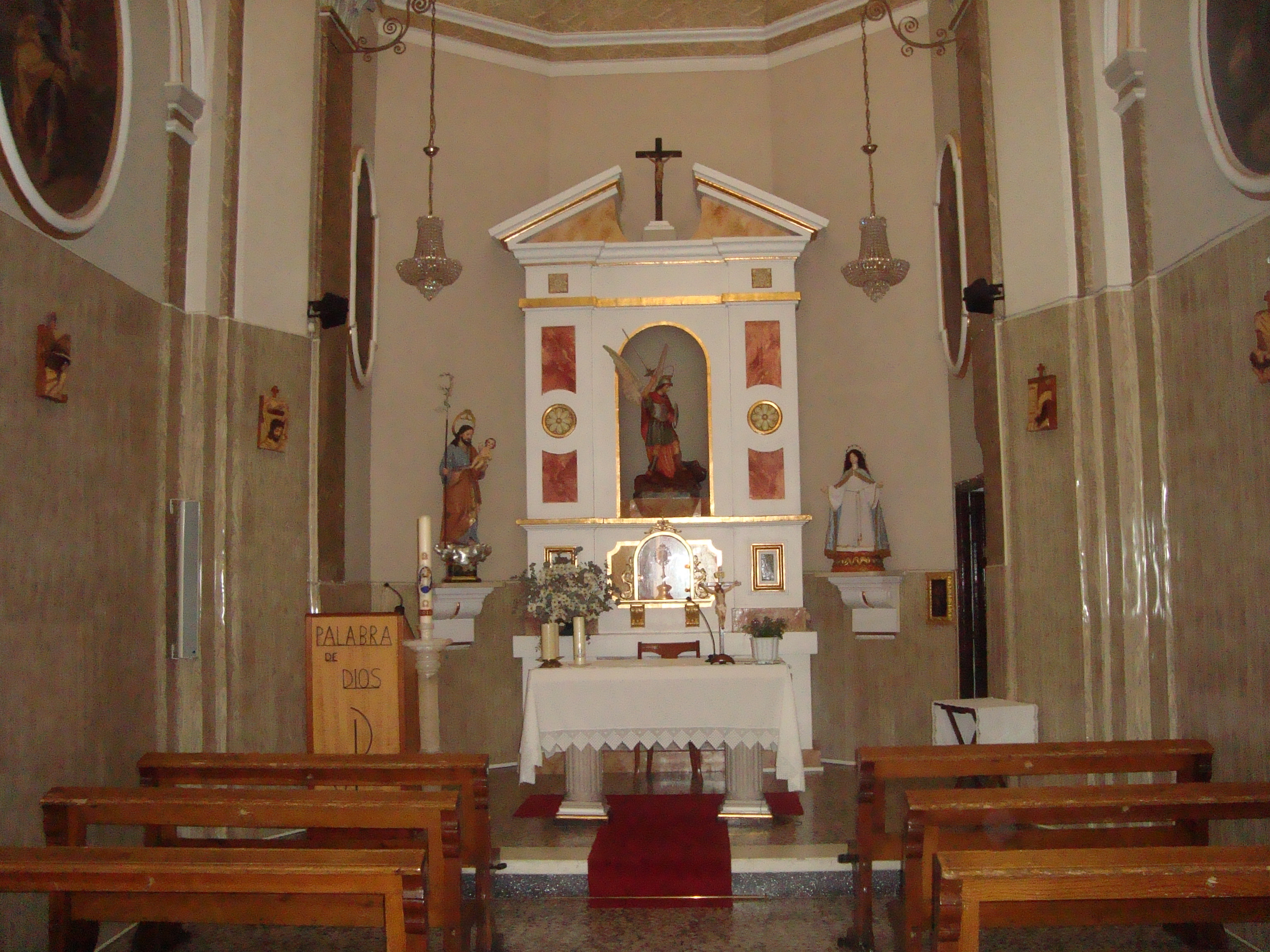
Ésglesia de Sant Miquel (La Foia, Alcora)

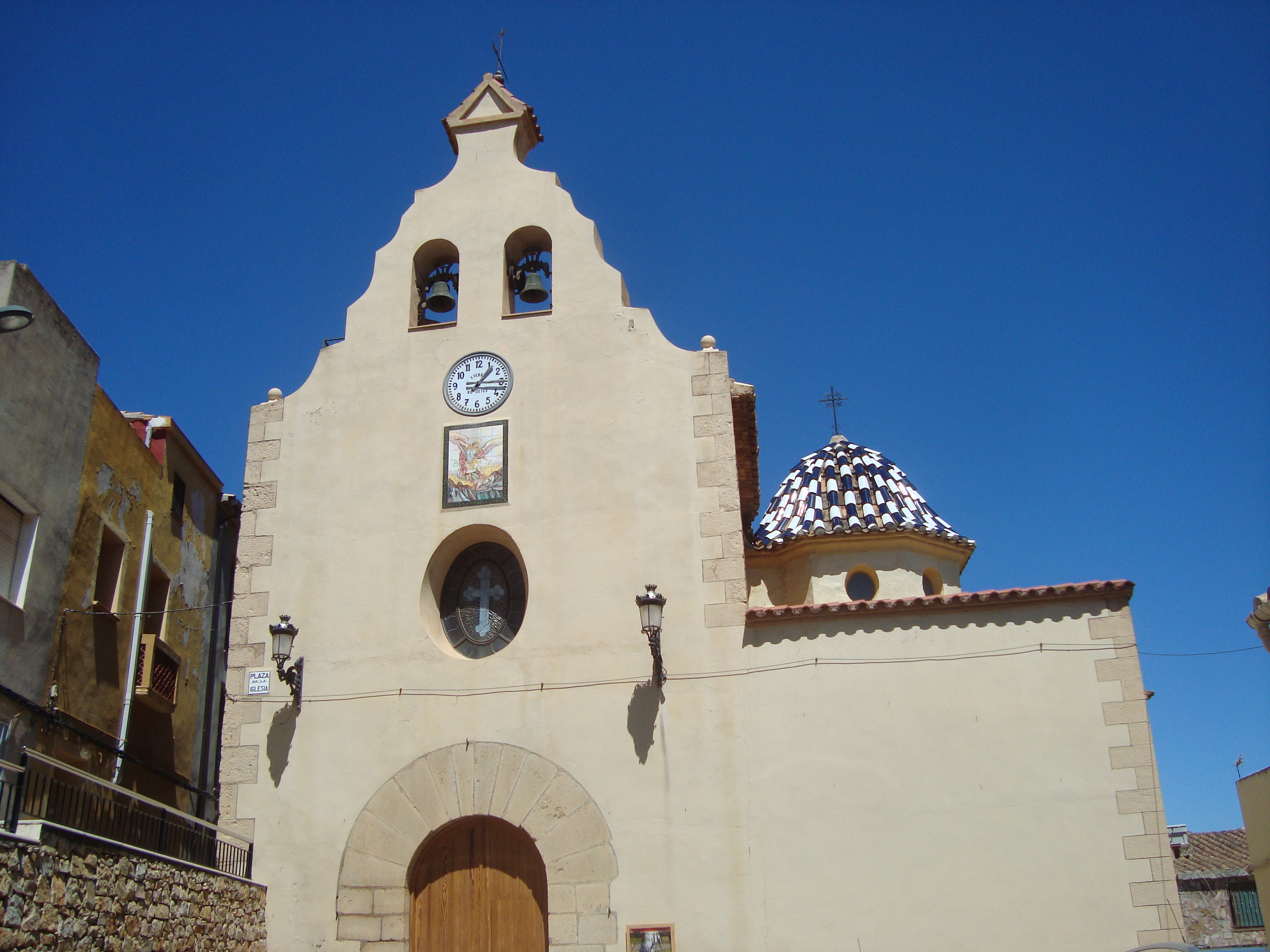
Església de Sant Miquel (La Foia, l'Alcora)

- Ésglesia de Sant Miquel (La Foia, Alcora)Calvari. Situat cronològicament en el segle xvi o xvii, és anterior a l'Ermitori, construït en 1698. L'ermita es va reformar en 1774 per a ampliar i tancar el recinte.

- Església Parroquial. Fon construïda en diverses etapes amb dues façanes, l'una als peus renovada en 1901 i l'altra l'antiga façana renaixentista, al costat de l'epístola amb portada en forma de retaule que conté tres fornícules de petxina. Té volta de creueria estrelada i nervis de pedra. En les claus de l'absis i volta, florons barrocs policromats i daurats.
- Ésglesia de Sant Joaquim i Santa Anna (Araia, L'Alcora). Ermita construïda en 1873, és el centre del llogaret d'Araia, en el terme municipal de l'Alcora.
- Església de Sant Miquel (La Foia, l'Alcora)Ésglesia de Sant Miquel (la Foia, L'Alcora). Ermita situada al llogaret de la Foia, en el terme municipal de l'Alcora. Conserva un paviment ceràmic interessant, amb la representació de l'Hortus Conclussus, del segle xviii, procedent de la Real Fàbrica de Pisa i Porcellana del Comte d’Aranda.
- Ermitori del Salvador. Construit en el segle XIII, presenta un del pocs exemples del romànic tardà a la provincia de Castelló.

### Monuments civils

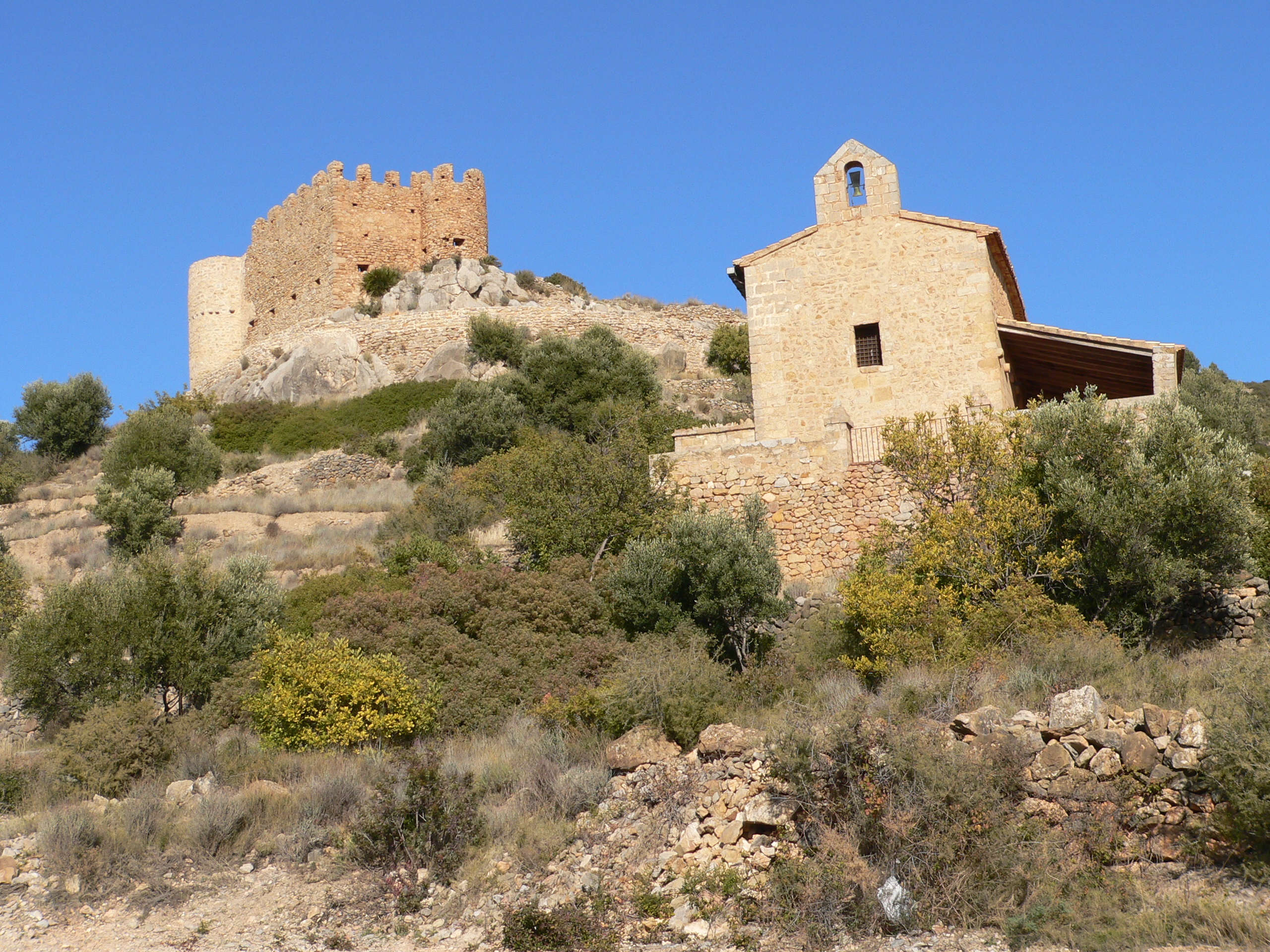
Castell de l'Alcalatén i ermitori del Salvador

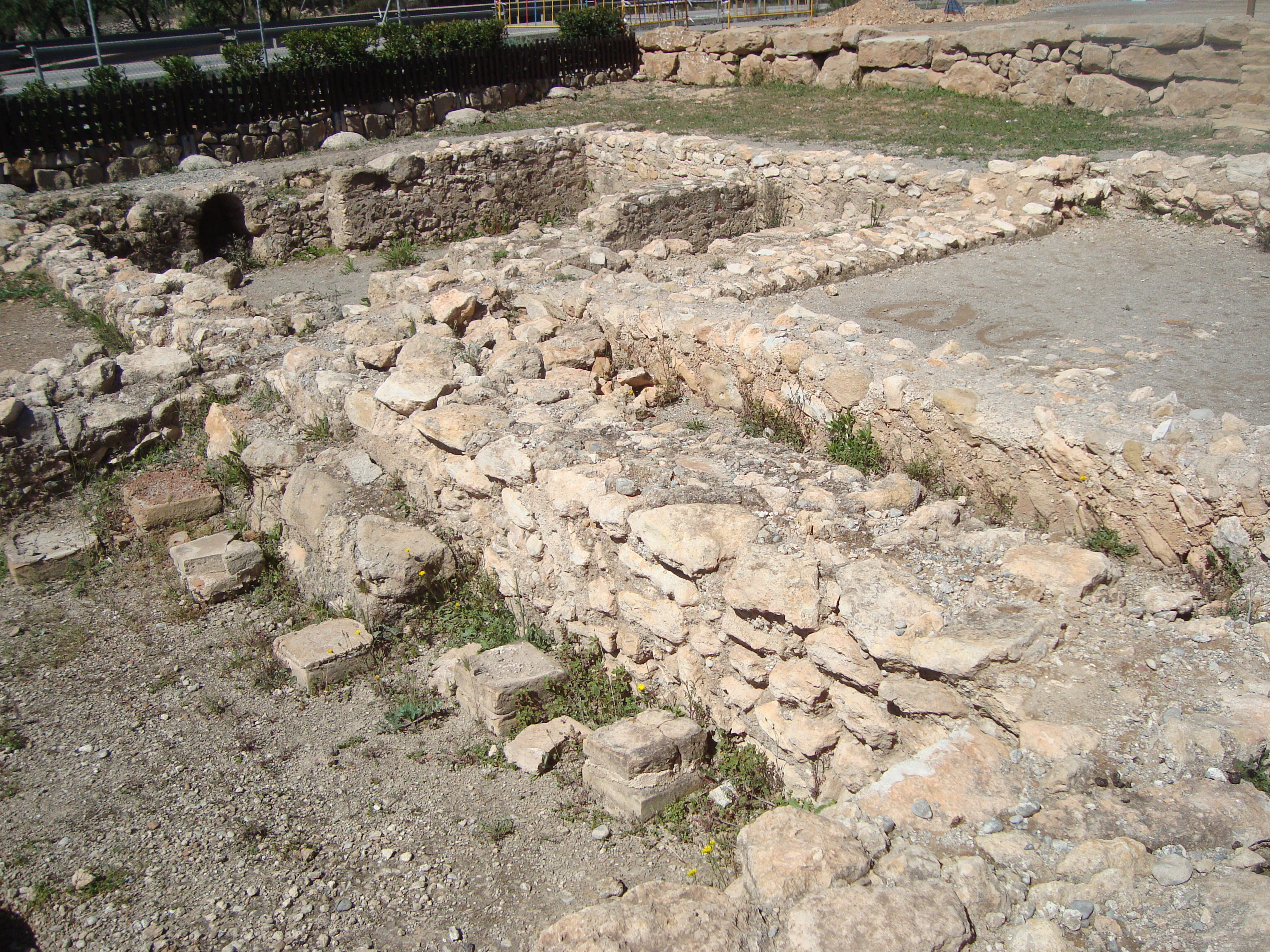
Termes romanes de Santa (L'Alcora)

- Termes romanes de Santa (L'Alcora)Poblat Ibèric de Montmirà. Es tracta d'un tossal completament envoltat per vessants escarpats, i al costat d'un curs d'aigua de relativa importància en l'antiguitat, com demostren els nombrosos jaciments localitzats a les seues ribes. El jaciment ocupa tota la superfície del cim del monticle. L'existència de restes arqueològiques en Montmirà és coneguda des de poc després de la guerra civil; però no serà fins a 1990 quan s'inicia el projecte arqueològic actualment en marxa. Els més de 210 m² excavats han permés documentar part del sistema defensiu de l'assentament (la muralla) i diversos recintes pertanyents a la trama urbanística del poblat (habitacions i habitatges).

- Castell de l'Alcalatén. Fortalesa medieval, construïda entre els segles x i xiii. De planta triangular dispersa, el recinte principal està envoltat per un camí de ronda, i disposa d'aljub i d'un despoblat. L'entrada es fa per migdia i té dues torrasses i una muralla emmerletada tipus barbacana.

- Termes romanes de Santa

## Llocs d'interés

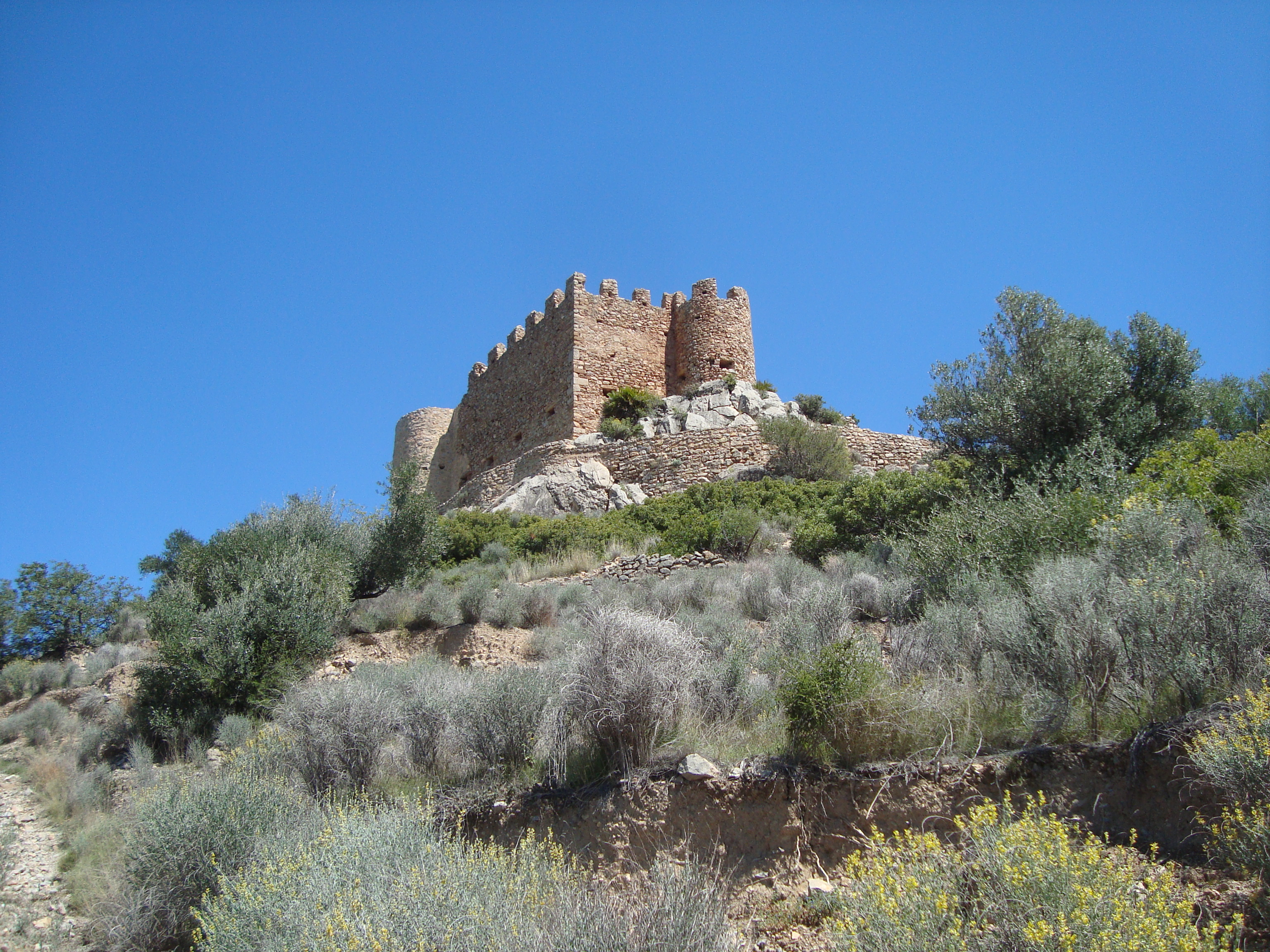
Castell de l'Alcalatén (L'Alcora)

- Castell de l'Alcalatén (L'Alcora)Museu de Ceràmica de l'Alcora

## Festes i costums
- Festes del Crist. Se celebren en la segona quinzena d'Agost, en honor del Santíssim Crist del Calvari (copatró de l'Alcora).

- L'Albà. És, sens dubte, l'element definitori per excel·lència del folklore local més pur, la celebració popular més important del cicle festiu d'hivern. La seua interpretació és un costum molt antic, documentat a partir del segle xvii. Constituïx una preciosa manifestació popular amb un ritme musical molt peculiar. És una síntesi musical complexa, barreja de jota aragonesa i albada valenciana. S'interpreta la Nit de Nadal per a enaltir la maternitat de María Santíssima i el naiximent del Jesús infant en l'interior de l'església parroquial de l'Assumpció i davant del públic present. La composició instrumental està formada per corda de rondalla (guitarres, guitarrons, bandúrries, etc.). En percussió destaquen la pandereta, les castanyoles i el triangle. Hi actuen també dos clarinets, alt i baix. L'intèrpret és un solista o cantador que es renova cada any i que va acompanyat d'un cor nombrós, format en general cantadors veterans.

- Fogueres de Sant Antoni. La Recua Arriera constituïx una joia mitològica que subsistix al pas del temps. La Recua s'escenifica anualment per la festivitat de Sant Antoni Abat. En el seu conjunt representa els carros de muls que en el segle xviii, s'aventuraven pels camins d'Espanya per a vendre la ceràmica que naixia dels forns de la Real Fàbrica del Comte d'Aranda. Composta per un nombre indeterminat d'acèmiles, entre sis i nou, hi destaca el guia, personatge que encapçala la comitiva i cap de l'expedició, auxiliat per dues o tres ajudants que, generalment, són membres de la mateixa família.

- Setmana Santa. La Setmana Santa alcorina data del segle xvi, època en què n'era rector el venerable en Juan Bautista Bertrán, qui va fundar la Confraria del Dolç Nom i Puríssima Sang de Jesús. L'any 1981, en José Luís Esteban López va fundar la Secció Interna de Tambors i Bombos, tradició del baix Aragó, dintre de la Germandat del Santíssim Crist del Calvari de la Vila de l'Alcora, creada per un grup de jóvens alcorins a l'any 1975. Esta tradició tamborinera es va expandir des de l'Alcora per tota la província de Castelló, en pobles com ara Betxí, Moncofa, Castelló de la Plana, Benicarló i Almassora, entre d'altres. A més, l'Alcora compta amb la Confraria de Jesús de Natzaret, fundada l'any 1980, que vist amb la túnica dels antics Cavallers de Sant Sepulcre de 1947 (túnica morada com el capirot i esclavina blanca) i la Confraria de la Mare de Déu dels Dolors –fundada l'any 1982–, totalment femenina i que substituïx les antigues Majorals en la seua atenció a la imatge de la Mare de Déu.

### Rompida de la Hora
Declarada Patrimoni Cultural Inmaterial de la Humanitat per la UNESCO, Festa d'Interés Turístic i Bé d'Interés Cultural, té lloc el Divendres Sant a les 12 del migdia, on després del silenci, més de 1.000 tambors i bombos oculten el so de les campanes en un gran baluern percudit, simultani i compassat. Té doble significat: religiós, simbolitzant el cataclisme de la Terra que la bíblia narra després de la mort de Crist; social, simbolitzant la diversitat de la humanitat, a través de les diferents túniques de colors, unida i sense prejudicis, demanant per la pau i la convivència en un mateix toc. A més, en els últims anys, els fons recaptats amb articles promocionals van destinats a diverses ONG.
L'acte comença en la Plaça d'Espanya, on després del silenci un personatge cèlebre fa el toc d'honor que marca l'inici a la resta de tamboriners i bombistes. Després d'uns 15 minuts tocant en la plaça, es partix en processó pels carrers del nucli antic de la localitat fins a arribar a la Plaça de l'Església, on finalitza l'acte i es torna al silenci de dol del Divendres Sant fins a la vesprada, amb les processons de les diverses confraries.

### Festa del Rotllo
Declarada Festa d'Interés Turístic, és sens dubte una de les celebracions més importants de l'Alcora en honor del miracle del patró de la vila, Sant Cristòfol (pronunciat "Sant Cristáfol" en la varietat diatòpica local).
El Dilluns de Pasqua, l'Alcora quadruplica la població i es vist de festa i alegria per a acollir, com cada any i des de temps immemorials, tots els xiquets que acudixen a participar en la "Romeria d'Infants", considerada l'única romeria d'Espanya on els protagonistes són els xiquets, i per al posterior repartiment dels rotllos.
La tradició popular marca l'inici d'esta romeria en el segle xviii, quan una terrible sequera assolava els cultius de l'Alcora. Els precs i oracions no bastaven per a aconseguir invertir la situació meteorològica. El Consell Municipal va determinar enviar una ambaixada de xiquets, menors de set anys, a l'ermita més alta del terme municipal, Sant Cristòfol, a fi que des d'allí, molt més prop del cel, feren arribar les súpliques a Déu. Al cap d'uns dies una formidable pluja va regar els camps i va salvar les collites. Per això i en senyal de gratitud, una veïna va donar al poble uns sacs de farina, amb els quals es van elaborar uns rotllos amb llavors que es van repartir entre tots els xiquets.